# شهرستان برکستون (ویرجینیای غربی)
شهرستان برکستون، ویرجینیای غربی (به انگلیسی: Braxton County, West Virginia) یک سکونتگاه مسکونی در ایالات متحده آمریکا است که در ویرجینیای غربی واقع شده‌است.

## خصوصیات
شهرستان برکستون ۱٬۳۳۶٫۴۴ کیلومترمربع مساحت دارد.